# The Invisible Hand
The Invisible Hand è un serial muto del 1920 diretto da William Bowman con la collaborazione di Antonio Moreno che, quando Bowman ai ammalò, lo sostituì nella regia per gli episodi 14 e 15.
Il serial, di quindici episodi (ognuno di due rulli a parte il primo in tre rulli), fu interpretato da Antonio Moreno, Pauline Curley e Brinsley Shaw.

## Produzione
Il film fu prodotto dalla Vitagraph Company of America

## Distribuzione
Distribuito dalla Vitagraph Company of America, il film uscì nelle sale cinematografiche statunitensi nel gennaio 1920. In Portogallo, fu distribuito il 26 febbraio 1923 con il titolo A Mão Invisível.
Non si conoscono copie ancora esistenti della pellicola che viene considerata presumibilmente perduta.